# Thanatophilus metallescens
Thanatophilus metallescens es una especie de escarabajo carroñero del género Thanatophilus, categorizada en la tribu Silphini, de la subfamilia Silphinae. Fue descrita por Fairmaire en 1887.

## Distribución
Se distribuye por África: Madagascar.